# Futbol Club Barcelona C
El Futbol Club Barcelona C va ser un club de futbol filial del Futbol Club Barcelona de la ciutat de Barcelona.
El club fou fundat l'any 1967 amb el nom de Barcelona Amateur. L'any 1993 li canviaren el nom i es convertí en Futbol Club Barcelona C. El club va desaparèixer l'any 2007 a causa del descens del Futbol Club Barcelona B a Tercera Divisió, i per tant, el consegüent descens del Barça C a Primera Catalana.
El Barcelona C jugava els seus partits al Mini Estadi, un terreny de jocs situat dins de les instal·lacions del club a la Diagonal, annex al Camp Nou, amb capacitat per a 15.276 espectadors.

## Palmarès
- 1 Copa Generalitat: (1984)
- 6 Campionat d'Espanya Amateur: (1949, 1952, 1961, 1971. 1980, 1982)
- 3 Lliga de 3a Divisió (1983-84, 1986-87, 1997-98)

## Jugadors destacats
- Lionel Messi
- Franck Songo'o
- Jordi Cruyff
- Giovani dos Santos
- Cesc Fàbregas
- Sergio García

## Entrenadors
| - 1976-1978: Antoni Torres - 1978-1979: Waldo Ramos - 1979-1980: José Luis Romero - 1980-1981: Francesc Xavier Prat - 1981-1983: Jaume Olivé - 1983-1984: Joan Martínez Vilaseca - 1984-1987: Lluís Pujol - 1987-1989: Quique Costas | - 1989-1990: Toño de la Cruz - 1990-1991: Pere Valentí Mora - 1991-1996: Toño de la Cruz - 1996-1997: Josep Maria Gonzalvo - 1997-2001: Joan Vilà - 2001-2003: Esteban Vigo - 2001-2005: Pep Boada - 2005-2007: Juan Carlos Pérez Rojo |

## Temporades
L'equip va militar 5 temporades a Segona Divisió B i 25 a Tercera Divisió.
| - 1977-78: 3a Divisió 5è - 1978-79: 3a Divisió 6è - 1979-80: 3a Divisió 5è - 1980-81: 3a Divisió 5è - 1981-82: 3a Divisió 4t - 1982-83: 3a Divisió 9è - 1983-84: 3a Divisió 1r - 1984-85: 2a Divisió B 16è - 1985-86: 2a Divisió B 19è - 1986-87: 3a Divisió 1r |  | - 1987-88: 2a Divisió B 9è - 1988-89: 2a Divisió B 11è - 1989-90: 3a Divisió 2n - 1990-91: 3a Divisió 8è - 1991-92: 3a Divisió 5è - 1992-93: 3a Divisió 11è - 1993-94: 3a Divisió 3r - 1994-95: 3a Divisió 3r - 1995-96: 2a Divisió B 19è - 1996-97: 3a Divisió 2n |  | - 1997-98: 3a Divisió 1r - 1998-99: 3a Divisió 9è - 1999-00: 3a Divisió 9è - 2000-01: 3a Divisió 5è - 2001-02: 3a Divisió 7è - 2002-03: 3a Divisió 5è - 2003-04: 3a Divisió 9è - 2004-05: 3a Divisió 15è - 2005-06: 3a Divisió 14è - 2006-07: 3a Divisió 13è |  |  |